# 144a Brigada Mixta (Exèrcit Popular de la República)
La 144a Brigada Mixta va ser una unitat de l'Exèrcit Popular de la República que va combatre a la Guerra civil espanyola. Al llarg de la contesa va combatre als fronts d'Aragó i Segre, intervenint també en la batalla de Catalunya.

## Biografia
La unitat va ser creada entre maig i juny de 1937 a partir dels batallons de Muntanya de la guarnició de Girona, passant a formar part de la 44a Divisió del XII Cos d'Exèrcit. Durant el període d'instrucció el comandament de la unitat va recaure en el comandant d'infanteria Leopoldo Ramírez Jiménez, passant després comandant d'infanteria Álvaro Cruz Urruti. Durant l'ofensiva de Saragossa la 144a BM va romandre situada en reserva en l'àrea d'Híjar-Albalate del Arzobispo, sense arribar a intervenir en els combats. Després del final de les operacions va tornar als seus aquarteraments a Girona.
Al començament de març de 1938 la brigada estava composta per uns 2.669 homes.
L'11 de març de 1938, al començament de la campanya d'Aragó, la unitat cobria el front a Mediana, on es va veure desbordada per atacs enemics en els seus dos flancs, i fou obligada a retrocedir. El llavors cap de la Brigada, Cruz, va aprofitar això per a travessar les línies franquistes i passar-se a l'enemic —uns dies abans el cap del 3.er batalló també s'havia passat a l'enemic—; el seu lloc va passar a ser ocupat pel major de milícies Manuel Alonso Martínez. Reagrupada a Quinto, el 23 de març va tornar a ser derrotada per forces enemigues, replegant-se cap a Fraga —que tampoc va aconseguir defensar— i posteriorment a Llardecans.
Posteriorment va passar a cobrir el front del Segre. El 21 de maig es trobava defensant el cap de pont de Vilanova de la Barca, passant posteriorment al front de pont de Seròs, on assaltaria —sense èxit— la «Costa de la Barca» i rellevaria a la 135a Brigada Mixta. La unitat va arribar a intervenir en la batalla de l'Ebre, si bé no va tenir un paper rellevant i es limità a llançar propaganda sobre un batalló del Regiment «San Marcial» de la 4a Divisió de Navarra.
Durant la campanya de Catalunya la unitat va defensar Juncosa, on va sofrir un important crebant que li va provocar nombroses baixes.

## Comandaments
Comandants
- Comandant d'infanteria Leopoldo Ramírez Jiménez;[4]
- Comandant d'infanteria Álvaro Cruz Urruti;
- Major de milícies Manuel Alonso Martínez;

Comissaris
- Santiago Álvarez Gómez, del PCE;[5]
- «Soler», del PSUC;
- Gumersindo Marfil Martín;